# Азіньяга
Азіньяґа  (порт. Azinhaga) — парафія у Португалії, входить в округ Сантарен. Є складовою частиною муніципалітету Ґолеґан.
За старим адміністративним поділом входив у провінцію Рібатежу. Входить в економіко-статистичний субрегіон Лезірія-ду-Тежу, який входить в Алентежу.
Населення становить 1817 осіб на 2001 рік. Займає площу 38,04 км².

## Відомі уродженці
- Жозе Сарамагу — португальський письменник, класик світової літератури.
- Франсишку Серран — португальський мореплавець, друг і двоюрідний брат Фернана Магеллана.